# Papendrecht
Papendrecht (anhörenⓘ) ist eine Stadt und eine Gemeinde in den Niederlanden, Provinz Südholland. Ihre Gesamtfläche beträgt 10,79 km², davon 1,38 km² Wasserfläche. Papendrecht hat 32.300 Einwohner (Stand 1. Januar 2025).

## Lage und Wirtschaft
Die Stadt liegt auf der Flussinsel Alblasserwaard, am Gewässer Noord gegenüber Dordrecht und Zwijndrecht. Mit u. a. diesen Nachbargemeinden bildet es den wirtschaftlichen und kulturellen Kooperationsverband „Drechtsteden“. Die Gemeinde liegt am Anfang der Autobahn A15 Dordrecht – Tiel – Arnheim. Es gibt auch eine Fähre für Fußgänger und Radfahrer zwischen Papendrecht und Dordrecht, genannt Waterbus.
Papendrecht hat wie die Nachbargemeinden wenig Landwirtschaft und viel Gewerbe, auch auf Grund der in der Umgebung liegenden Häfen.

## Geschichte
Papendrecht wird 1005 erstmals in einer Urkunde erwähnt. Eine undeutliche Abbildung dieses Dokuments ist auf der Website der Gemeinde zu finden. Ab 1277, als der Alblasserwaard eingedeicht worden war, entwickelte es sich wie die Nachbardörfer zu einer langgestreckten Fischer- und Bauernsiedlung am Flussdeich. Viele Einwohner blieben auch nach der Reformation im 16. Jahrhundert Katholiken (papen = Pfaffen, ein Schimpfwort für Katholiken). Der Anbau von Erbsen verlieh den Papendrechtern einen weiteren Spitznamen, nämlich „erwtenpellers“ (= Erbsenpeller).
Ab etwa 1890 begann die Industrialisierung mit Ansiedlung von vielen weitere Schiffswerften die ab dem 17. Jahrhundert entstanden und inzwischen mehrheitlich wieder eingegangen sind.
Im Jahr 2007 entsteht für Papendrecht ein neues Zentrum: die Meent.

## Politik

### Sitzverteilung im Gemeinderat
In Papendrecht umfasst der Gemeinderat 23 Sitze und wird seit 1982 folgendermaßen gebildet:
| Partei                       | Sitze | Sitze | Sitze | Sitze | Sitze | Sitze | Sitze | Sitze | Sitze | Sitze | Sitze |
| Partei                       | 1982  | 1986  | 1990  | 1994  | 1998  | 2002  | 2006  | 2010  | 2014  | 2018  | 2022  |
| ---------------------------- | ----- | ----- | ----- | ----- | ----- | ----- | ----- | ----- | ----- | ----- | ----- |
| Papendrechts Algemeen Belang | 1     | 1     | 1     | 2     | 2     | 7     | 4     | 5     | 7     | 9     | 5     |
| Onafhankelijk Papendrecht    | –     | –     | –     | –     | –     | –     | –     | –     | 1     | 2     | 4     |
| VVD                          | 5     | 4     | 3     | 4     | 5     | 3     | 3     | 4     | 3     | 2     | 3     |
| CDA                          | 6     | 5     | 6     | 4     | 4     | 4     | 4     | 3     | 3     | 3     | 3     |
| ChristenUnie                 | –     | –     | –     | –     | –     | 2     | 3     | 2     | 2     | 2     | 2     |
| D66                          | 1     | 1     | 2     | 4     | 1     | 1     | 0     | 2     | 2     | 2     | 2     |
| SGP                          | 2     | 2     | 2     | 1     | 1     | 1     | 1     | 2     | 2     | 1     | 2     |
| RPF                          | 2     | 2     | 2     | 1     | 2     | –     | –     | –     | –     | –     | –     |
| GPV                          | –     | –     | –     | 1     | 2     | –     | –     | –     | –     | –     | –     |
| PvdA                         | 6     | 8     | 6     | 4     | 5     | 3     | 6     | 3     | 2     | 1     | 1     |
| GroenLinks                   | –     | –     | 1     | 1     | 1     | 2     | 2     | 2     | 1     | 1     | 1     |
| Gesamt                       | 21    | 21    | 21    | 21    | 21    | 23    | 23    | 23    | 23    | 23    | 23    |

### Bürgermeister
Seit dem 8. Februar 2023 ist Margreet van Driel (parteilos) amtierende Bürgermeisterin der Gemeinde. Zu ihrem Kollegium zählen die Beigeordneten Arno Janssen (Papendrechts Algemeen Belang), Kees de Ruijter (ChristenUnie), Corine Verver (Papendrechts Algemeen Belang), Pieter Paans (CDA) sowie der Gemeindesekretär Roelof van Netten.

### Städtepartnerschaften
- Blomberg (Deutschland)

## Bilder

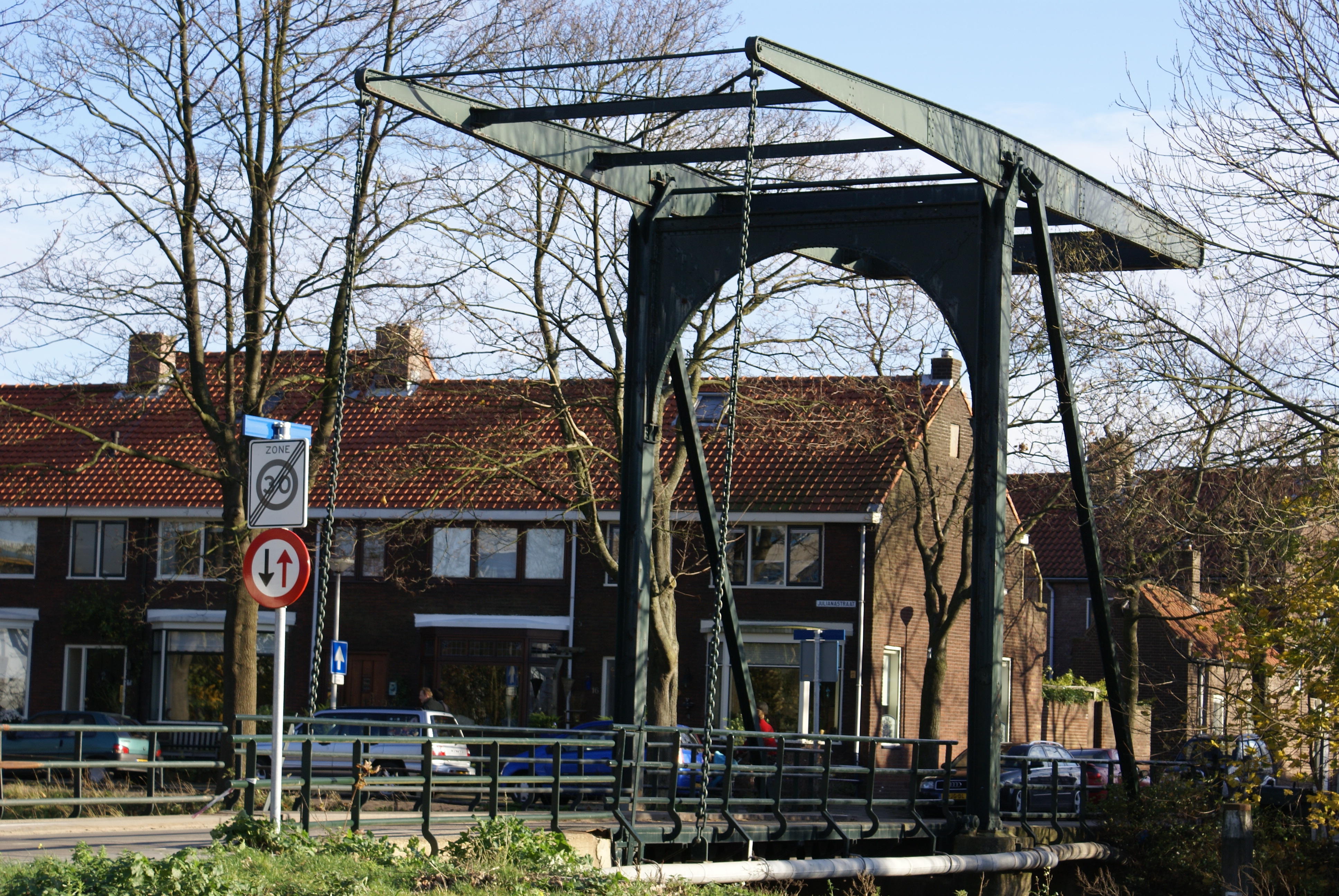
Papendrecht, Zugbrücke
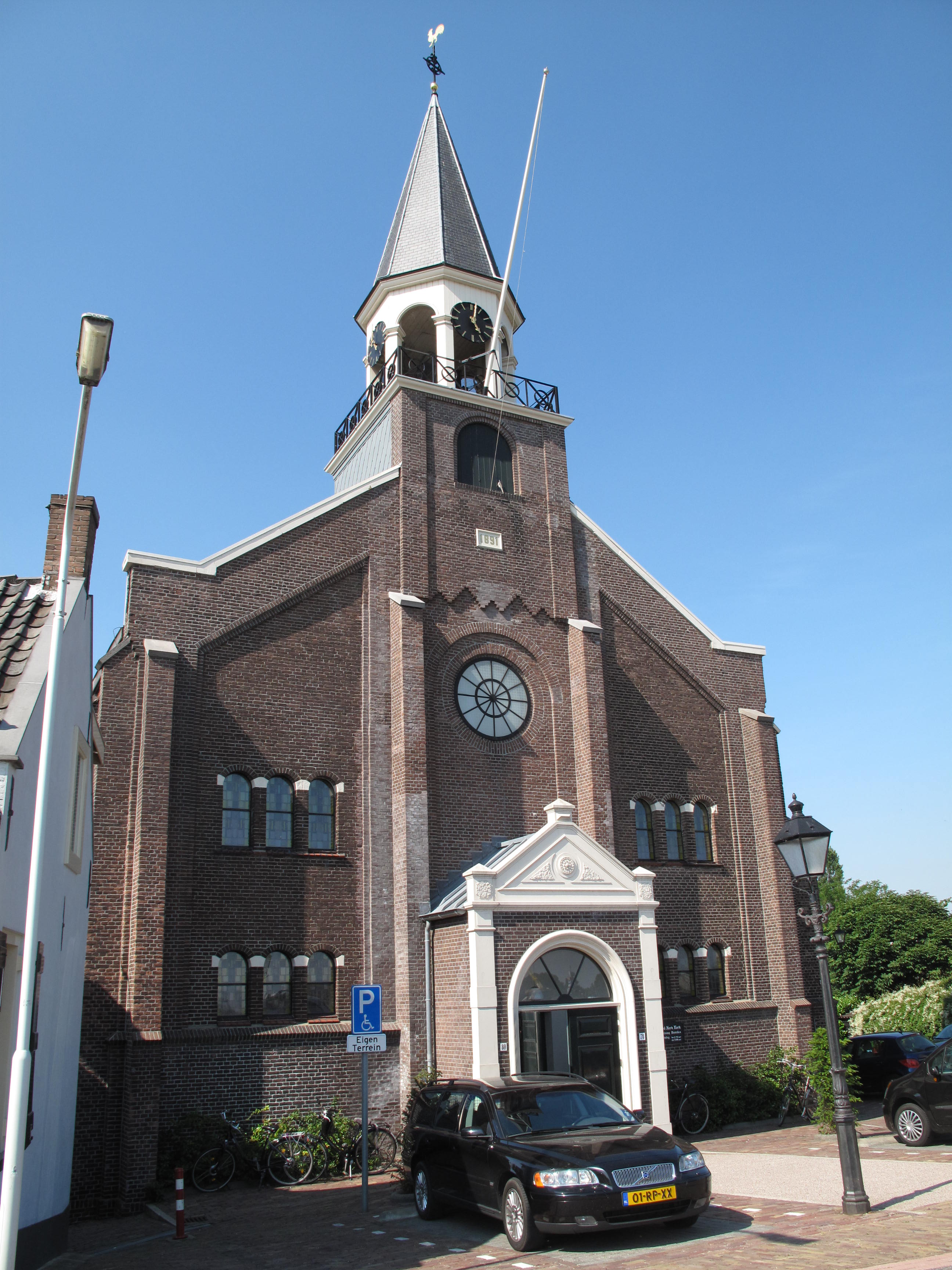
Papendrecht, Kirche
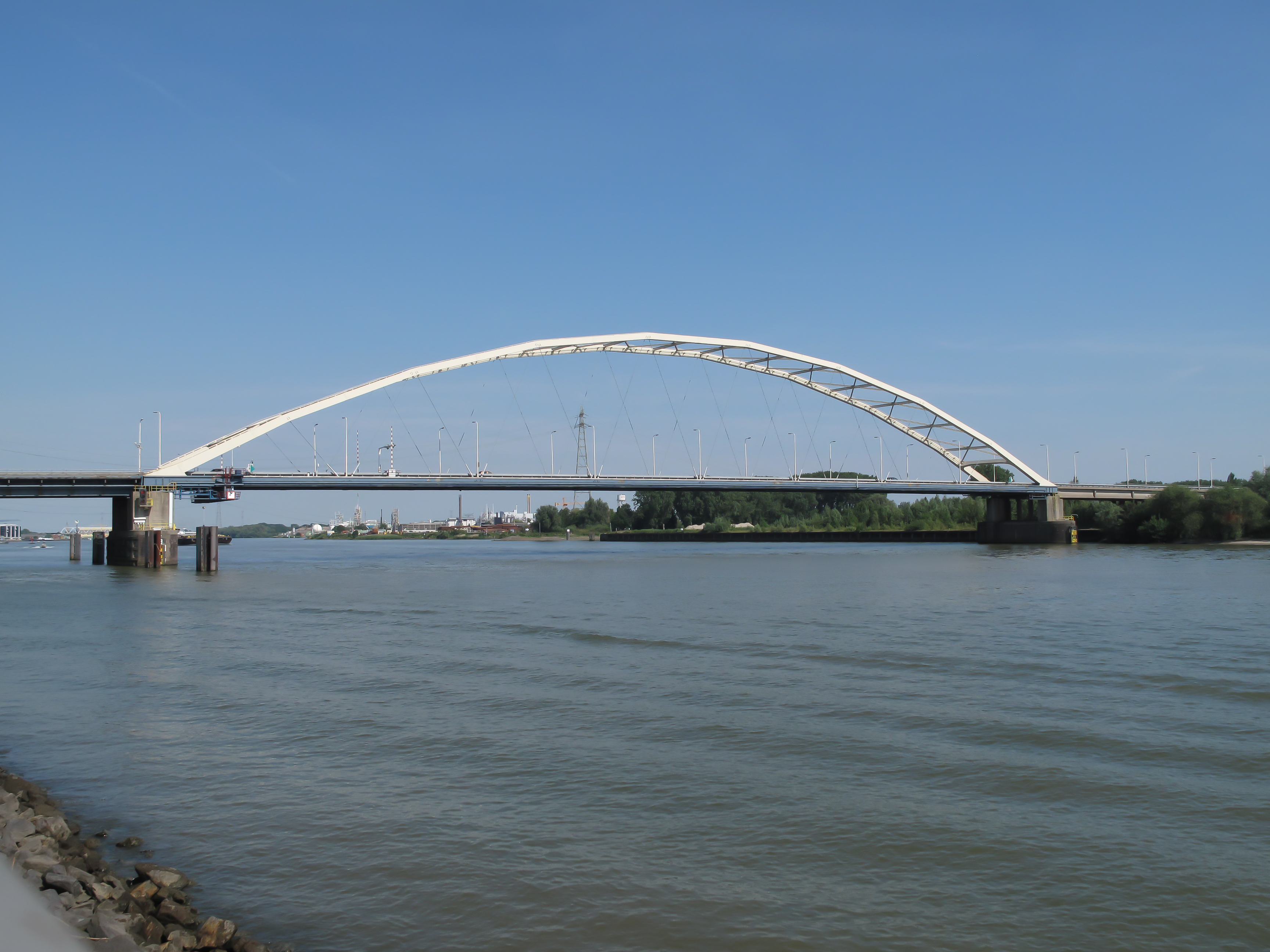
Papendrecht, Brücke zwischen Papendrecht und Dordrecht

## Sehenswürdigkeiten
- Collectie Rietgors ist eine bedeutende Kunstsammlung aus dem 20. Jahrhundert, u. a. mit Werken der CoBrA-Gruppe. Sie ist in einem Museum am Markt untergebracht (zu besichtigen nur nachmittags, montags geschlossen).
- Am Skulpturenweg-Papendrecht sind vor allem kleine figurative Skulpturen aufgestellt.

## Söhne und Töchter der Stadt
- Anton Willem Nieuwenhuis (1864–1953), Ethnologe
- Piet van Wijngaarden (1898–1950), Motorradrennfahrer
- Carel Visser (1928–2015), Bildhauer
- Jan Klijnjan (1945–2022), Fußballspieler
- Yolanda Hadid (* 1964), Model und Fernsehdarstellerin
- Zakaria Eddahchouri (* 2000), Fußballprofi